# Gião (Santa Maria da Feira)
Pour les articles homonymes, voir Gião.
Gião est une ancienne paroisse civile portugaise (en portugais : freguesia) de la municipalité de Santa Maria da Feira dans le district d'Aveiro.
La loi no 11-A/2013 du 28 janvier 2013, portant réorganisation administrative du territoire des freguesias, fusionne Gião avec les paroisses voisines de Lobão, Louredo et Guisande pour former l’União das freguesias de Lobão, Gião, Louredo e Guisande (dont le siège est à Lobão).